# Maria Deutsch
Maria Deutsch nebo Marie Deutsch, též Marie Deutschová, rozená Maria Scharf (13. listopadu 1882 Vídeň – 18. dubna 1969 Cambridge), byla československá politička německé národnosti a meziválečná poslankyně Národního shromáždění za Německou sociálně demokratickou stranu dělnickou v ČSR (DSAP).

## Biografie
Byla židovského původu. Od roku 1905 byla aktivní v dělnickém hnutí. Působila jako redaktorka, později vydavatelka oficiálního ženského tiskového orgánu DSAP Gleichheit a do roku 1938 byla členkou ženského výboru strany. V letech 1928–1935 zasedala jako jmenovaná členka v Českém zemském zastupitelstvu. Byla též členkou celostátního výboru německé péče o mládež. Působila jako přísedící u dětského soudu v Praze.
V parlamentních volbách v roce 1920 získala mandát v Národním shromáždění. Podle údajů k roku 1920 byla profesí soukromnice z Prahy. Jejím synem byl česko-německý, později americký politolog Karl Wolfgang Deutsch.
Koncem 30. let se starala o německé uprchlíky v Československu. V době německé okupace Československa 15. března 1939 byla v nemocnici po operaci slepého střeva. Podařilo se jí později emigrovat do Švédska. Žila v Malmö, později ve Stockholmu. 8. září 1941 odešla do USA. V letech 1941–1962 působila v USA jako tovární dělnice. Zemřela roku 1969 v Cambridge ve státě Massachusetts.